# Chloé Paquet
Pour les articles homonymes, voir Paquet.
Chloé Paquet, née le 1er juillet 1994 à Versailles, est une joueuse de tennis française, professionnelle depuis 2011.

## Biographie
Chloé Paquet commence le tennis à l'âge de 4 ans au TC Grand-Versailles. Formée à la Fédération française de tennis, elle fréquente ensuite le TE Yonnaise, l'US Colomiers, puis le TCBB de Boulogne-Billancourt. Elle est une cousine éloignée de son compatriote Arthur Rinderknech.

## Carrière
Chloé Paquet progresse de plus de 250 places au cours de la saison 2015 grâce à un quart de finale à Marseille, une demie à La Marsa et une finale au ITF 25 000 $ de Périgueux face à Mathilde Johansson. Elle découvre le circuit WTA en avril 2016 du côté de Bogota en étant issue des qualifications. Sur le circuit ITF, elle est demi-finaliste à Biarritz en septembre puis quart de finaliste à Saint-Malo.
Chloé Paquet se fait connaître en 2017 à l'occasion des Internationaux de France. Détentrice d'une invitation, elle élimine au premier tour Kristýna Plíšková (64-7, 6-2, 6-2), 44e mondiale. Elle est défaite au tour suivante par Caroline Garcia (7-5, 6-4). De nouveau invitée l'année suivante, elle cède au premier tour face à Pauline Parmentier après être passée à deux points de la victoire (3-6, 7-64, 6-2). Au niveau ITF, elle perd deux finales à Tunis et Las Palmas avant de s'imposer à Joué-lès-Tours fin octobre.
Elle décroche en 2019 ses premiers succès dans les tournois WTA, en parvenant en demi-finale à Strasbourg après avoir notamment écarté la 34e mondiale Sofia Kenin au premier tour et Daria Gavrilova. Elle est aussi quart-de-finaliste à Jurmala en battant Caroline Garcia (22e, 4-6, 6-4, 6-3).
Elle commence l'année 2021 par une qualification pour l'Open d'Australie mais s'incline d'entrée contre l’Égyptienne Mayar Sherif (7-5, 7-5). Elle réalise néanmoins sa meilleure saison, marquée par quatre titres sur le circuit secondaire dont le 80 000 $ de Poitiers en octobre. En avril 2022, elle obtient son meilleur classement au 101e rang. Opposée à la n°7 mondiale Aryna Sabalenka au premier tour des Internationaux de France, elle mène 6-2, 2-0 avant de s'incliner en trois sets (2-6, 6-3, 6-4). En fin d'année, elle intègre l'équipe de France de Fed Cup lors d'une rencontre face aux Pays-Bas.
En 2023, elle atteint la finale du tournoi WTA 125 d'Angers après des victoires sur Elisabetta Cocciaretto et Cristina Bucșa. Elle est battue en finale en 3 sets par sa compatriote Clara Burel.
En 2024, elle dispute une nouvelle fois une finale d'un tournoi WTA 125 à Saint-Malo après 3 victoires contre Renata Zarazúa, Iryna Shymanovich, et, Peyton Stearns, mais, elle perd en 3 sets contre Loïs Boisson.
À Roland-Garros, elle passe le premier tour en battant la joueuse russe Diana Shnaider en deux sets (6-3, 6-1), puis le deuxième tour contre la Tchèque Kateřina Siniaková, en trois sets (3-6, 7-6, 7-6). Elle atteint, à 29 ans, le troisième tour d'un tournoi du Grand Chelem pour la première fois de sa carrière. Elle s'incline finalement face à Markéta Vondroušová en deux manches (1-6, 3-6).

## Palmarès
Cholé Paquet a remporté sept tournois ITF en simple : Minsk en 2014, Joué-lès-Tours en 2018, Varsovie, Kiev, Netanya et Poitiers en 2021, et Collonge-Bellerive en 2023.

### Finales en simple en WTA 125
| No | Date       | Nom et lieu du tournoi            | Catégorie | Dotation  | Surface      | Vainqueure    | Score          |          |
| -- | ---------- | --------------------------------- | --------- | --------- | ------------ | ------------- | -------------- | -------- |
| 1  | 04-12-2023 | Open Angers Arena Loire, Angers   | WTA 125   | 115 000 $ | Dur (int.)   | Clara Burel   | 6-3, 4-6, 6-2  | Parcours |
| 2  | 29-04-2024 | Open 35 de Saint-Malo, Saint-Malo | WTA 125   | 115 000 $ | Terre (ext.) | Loïs Boisson  | 4-6, 7-63, 6-3 | Parcours |
| 3  | 12-05-2025 | Open de Paris Clarins, Paris      | WTA 125   | 115 000 $ | Terre (ext.) | Katie Boulter | 3-6, 6-2, 6-3  | Parcours |

### Finale en double en WTA 125
| No | Date       | Nom et lieu du tournoi  | Catégorie | Dotation  | Surface    | Vainqueures                      | Partenaire         | Score    |          |
| -- | ---------- | ----------------------- | --------- | --------- | ---------- | -------------------------------- | ------------------ | -------- | -------- |
| 1  | 06-11-2017 | Open de Limoges Limoges | WTA 125   | 125 000 $ | Dur (int.) | Valeria Savinykh Maryna Zanevska | Pauline Parmentier | 6-0, 6-2 | Parcours |

## Parcours en Grand Chelem

### En simple dames
| Année | Open d'Australie | Open d'Australie     | Internationaux de France | Internationaux de France | Wimbledon       | Wimbledon        | US Open         | US Open            |
| ----- | ---------------- | -------------------- | ------------------------ | ------------------------ | --------------- | ---------------- | --------------- | ------------------ |
| 2015  | —                | —                    | Q2                       | Paula Kania              | —               | —                | —               | —                  |
| 2016  | —                | —                    | Q1                       | Kateřina Siniaková       | —               | —                | —               | —                  |
| 2017  | —                | —                    | 2e tour (1/32)           | Caroline Garcia          | —               | —                | Q1              | Kateryna Baindl    |
| 2018  | —                | —                    | 1er tour (1/64)          | Pauline Parmentier       | —               | —                | —               | —                  |
| 2019  | Q1               | Harriet Dart         | 1er tour (1/64)          | Magda Linette            | Q1              | Gabriella Taylor | Q1              | Rebecca Šramková   |
| 2020  | Q1               | Varvara Gracheva     | 1er tour (1/64)          | Alizé Cornet             | Annulé          | Annulé           | —               | —                  |
| 2021  | 1er tour (1/64)  | Mayar Sherif         | 1er tour (1/64)          | Magda Linette            | —               | —                | Q1              | Jaqueline Cristian |
| 2022  | Q1               | Francesca Di Lorenzo | 1er tour (1/64)          | Aryna Sabalenka          | 1er tour (1/64) | Irina Maria Bara | Q3              | Linda Fruhvirtova  |
| 2023  | Q1               | Barbora Palicová     | Q2                       | Aliona Bolsova           | Q2              | Mirra Andreeva   | Q1              | Harriet Dart       |
| 2024  | Q1               | Destanee Aiava       | 3e tour (1/16)           | Markéta Vondroušová      | Q2              | Marina Stakusic  | 1er tour (1/64) | Harriet Dart       |
| 2025  | 1er tour (1/64)  | Cristina Bucșa       | 1er tour (1/64)          | Tereza Valentová         | Q1              | Céline Naef      |                 |                    |

N.B. : à droite du résultat se trouve le nom de l'ultime adversaire.

### En double dames
| Année | Open d'Australie | Open d'Australie | Internationaux de France                                                                 | Internationaux de France                                                | Wimbledon | Wimbledon | US Open | US Open |
| ----- | ---------------- | ---------------- | ---------------------------------------------------------------------------------------- | ----------------------------------------------------------------------- | --------- | --------- | ------- | ------- |
| 2014  | —                | —                | 1er tour (1/32) A. Collombon \|\| style="text-align:left;" \| E. Makarova E. Vesnina     | —                                                                       | —         | —         | —       |         |
| 2015  | —                | —                | 1er tour (1/32) M. Arcangoli \|\| style="text-align:left;" \| L. Arruabarrena I-C. Begu  | —                                                                       | —         | —         | —       |         |
| 2016  | —                | —                | 1er tour (1/32) M. Arcangoli \|\| style="text-align:left;" \| M. Doi N. Osaka            | —                                                                       | —         | —         | —       |         |
| 2017  | —                | —                | 2e tour (1/16) M. Georges \|\| style="text-align:left;" \| K. Flipkens F. Schiavone      | —                                                                       | —         | —         | —       |         |
|       |                  |                  |                                                                                          |                                                                         |           |           |         |         |
| 2019  | —                | —                | 1er tour (1/32) P. Parmentier \|\| style="text-align:left;" \| B. Bencic V. Kužmová      | —                                                                       | —         | —         | —       |         |
| 2020  | —                | —                | 1er tour (1/32) T. Andrianjafitrimo \|\| style="text-align:left;" \| M. Kato T. Zidanšek | Annulé                                                                  | Annulé    | —         | —       |         |
| 2021  | —                | —                | 1/8 de finale C. Burel \|\| style="text-align:left;" \| I-C. Begu N. Podoroska           | —                                                                       | —         | —         | —       |         |
| 2022  | —                | —                | 1er tour (1/32) C. Burel \|\| style="text-align:left;" \| K. Kučová A. Potapova          | 1er tour (1/32) C. Burel \|\| style="text-align:left;" \| Han X. Zhu L. | —         | —         |         |         |
| 2023  | —                | —                | 1er tour (1/32) C. Burel \|\| style="text-align:left;" \| N. Melichar E. Perez           | —                                                                       | —         | —         | —       |         |
| 2024  | —                | —                | 1er tour (1/32) C. Burel \|\| style="text-align:left;" \| M. Kostyuk E.G. Ruse           | —                                                                       | —         | —         | —       |         |

N.B. : le nom de la partenaire se trouve sous le résultat ; les noms des ultimes adversaires se trouvent à droite.

### En double mixte
| Année | Open d'Australie | Open d'Australie | Internationaux de France                                                            | Internationaux de France | Wimbledon | Wimbledon | US Open | US Open |
| ----- | ---------------- | ---------------- | ----------------------------------------------------------------------------------- | ------------------------ | --------- | --------- | ------- | ------- |
| 2015  | —                | —                | 1er tour (1/16) B. Paire \|\| style="text-align:left;" \| A. Rodionova A. Qureshi   | —                        | —         | —         | —       |         |
| 2017  | —                | —                | 2e tour (1/8) B. Paire \|\| style="text-align:left;" \| G. Dabrowski R. Bopanna     | —                        | —         | —         | —       |         |
| 2018  | —                | —                | 1er tour (1/16) B. Paire \|\| style="text-align:left;" \| A. Hlaváčková É. Roger-V. | —                        | —         | —         | —       |         |
| 2022  | —                | —                | 1er tour (1/16) B. Paire \|\| style="text-align:left;" \| Chan H.-c. B. McLachlan   | —                        | —         | —         | —       |         |
| 2023  | —                | —                | 1er tour (1/16) L. Pouille \|\| style="text-align:left;" \| G. Dabrowski N. Lammons | —                        | —         | —         | —       |         |
| 2024  | —                | —                | 1er tour (1/16) G. Barrère \|\| style="text-align:left;" \| A. Muhammad A. Behar    | —                        | —         | —         | —       |         |
| 2025  | —                | —                | 1er tour (1/16) N. Mahut \|\| style="text-align:left;" \| D. Parry H. Mayot         |                          |           |           |         |         |

N.B. : le nom du partenaire se trouve sous le résultat ; les noms des ultimes adversaires se trouvent à droite.

## Classements WTA en fin de saison
| Année          | 2011 | 2012 | 2013 | 2014 | 2015 | 2016 | 2017 | 2018 | 2019 | 2020 | 2021 | 2022 | 2023 | 2024 |
| Rang en simple | 904  | 739  | 796  | 503  | 251  | 307  | 266  | 227  | 170  | 187  | 123  | 155  | 188  | 111  |
| Rang en double | –    | –    | 734  | 560  | 656  | 489  | 324  | 457  | 946  | 571  | 286  | 986  | 982  | 835  |

Source : (en) Classements de Chloé Paquet sur le site officiel de la Fédération internationale de tennis